# Ambatondrazaka
Ambatondrazaka è un comune urbano (firaisana) del Madagascar nord orientale, nella provincia di Toamasina, capoluogo della regione di Alaotra Mangoro. Posizionata su un ampio altipiano, coperto principalmente da risaie, ha una popolazione di 75 675 abitanti (2004).
La città si trova a 150 km dalla capitale Antananarivo, immediatamente a sud del lago Alaotra, il più grande del Madagascar.
Ha un aeroporto (Codice aeroportuale IATA: WAM) attualmente, anno 2008, non fornisce servizi civili, ed è servita dalla ferrovia Moramanga-Lago Alaotra, anch'essa praticamente in disuso.